# Bref d'élection

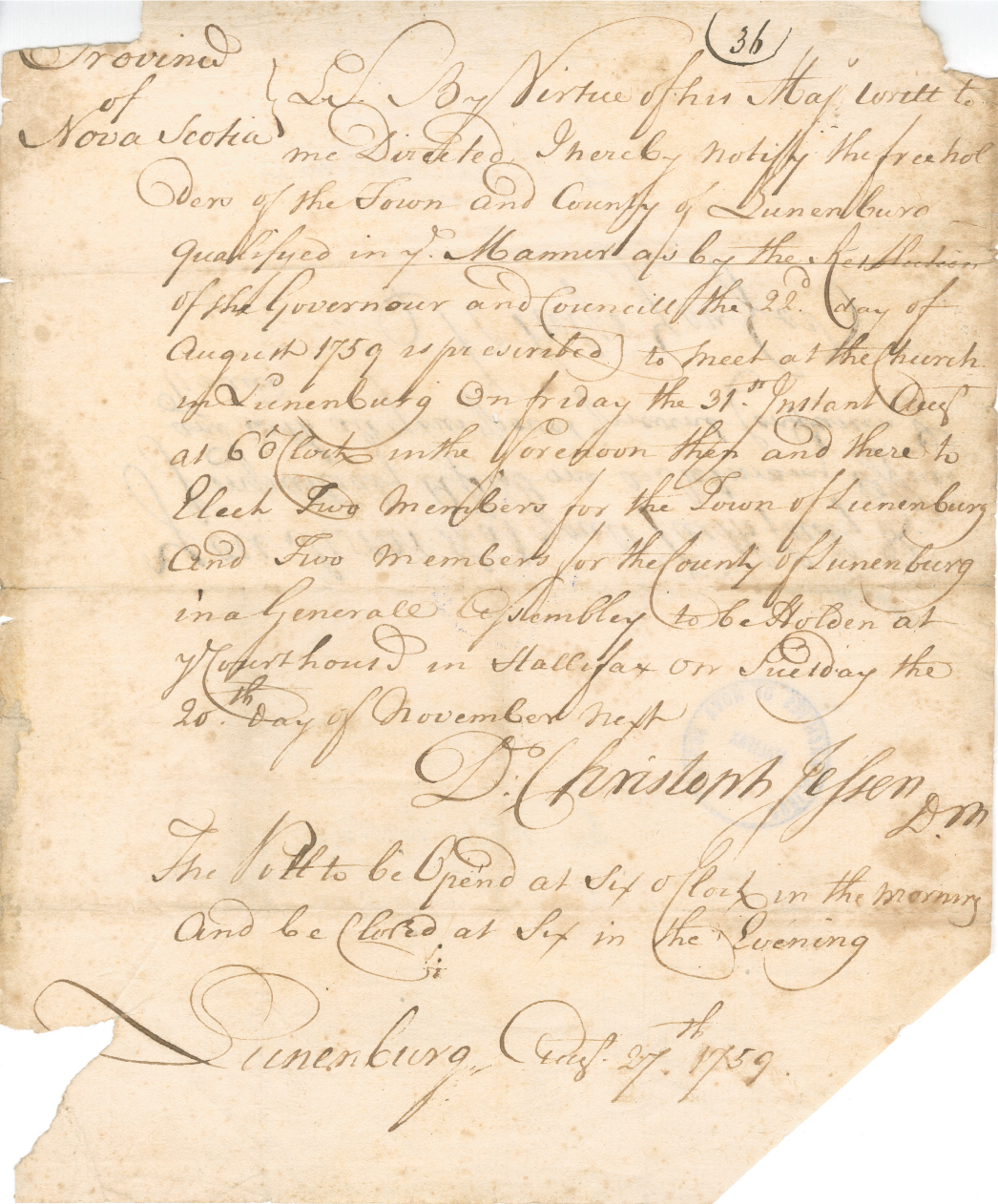
Exemple de bref d'élection, ici rédigé en 1759 par Dettlieb Christopher Jessen aux francs-tenanciers de Lunenburg (Nouvelle-Écosse, Canada) à l'occasion de la deuxième assemblée générale de la province

Un bref d'élection est un ordre écrit officiel ordonnant au directeur de scrutin d'une circonscription électorale de tenir une élection pour élire un député. Le bref précise la date limite de la présentation des candidats, la date du scrutin et la date à laquelle doit être retourné au directeur général des élections le bref portant au dos le nom du candidat élu.
Au Royaume-Uni et au Canada, le bref est la seule façon de tenir une élection pour la Chambre des communes. Aux États-Unis, le bref est émis par les gouverneurs des États pour combler des sièges vacants à la Chambre des représentants, au Sénat ou dans les législatures d'État. En Australie, les brefs sont émis par le Gouverneur général pour la Chambre des représentants et par les gouverneurs des États pour les sièges au Sénat; ils sont remis aux directeurs de scrutin concernés, qui doivent les retourner après la tenue de l'élection.